# Festival Internacional de Cinema de Sant Sebastià 2015
La 63a edició del Festival Internacional de Cinema de Sant Sebastià va tenir lloc entre el 18 i el 26 de setembre de 2015 a Sant Sebastià. La gala d'inauguració fou presentada per Mireia Gabilondo i Cayetana Guillén Cuervo, i la de clausura per Edurne Ormazabal i Aitana Sánchez Gijón. La pel·lícula d'inauguració fou Regression d'Alejandro Amenábar, que participava fora de la competició oficial. La conquilla fou atorgada al drama islandès Þrestir/Sparrows de Rúnar Rúnarsson.

## Jurat
- Paprika Steen (Presidenta) : actriu i directora  Dinamarca
- Nandita Das: directora  Índia
- Daniel Monzón: director  Espanya
- Hernán Musaluppi : productor  Argentina
- Julie Salvador : productrora  França
- Uberto Pasolini: director i productor  Itàlia
- Luciano Tovoli: director de fotografia  Itàlia

## Pel·lícules

### Secció Oficial
(17 pel·lícules a concurs)
| Pel·lícula                     | Director                    | País                         |
| ------------------------------ | --------------------------- | ---------------------------- |
| Vingt et une nuits avec Pattie | Arnaud i Jean-Marie Larrieu | França                       |
| Amama                          | Asier Altuna Iza            | Espanya                      |
| El apóstata                    | Federico Veiroj             | Espanya Uruguai França       |
| Xiang bei fang                 | Liu Hao                     | R.P. de la Xina              |
| Les Chevaliers blancs          | Joachim Lafosse             | Bèlgica França               |
| Les Démons                     | Philippe Lesage             | Canadà                       |
| Un dia perfecte per volar      | Marc Recha i Batallé        | Espanya                      |
| Eva no duerme                  | Pablo Aguero                | Argentina França Espanya     |
| Évolution                      | Lucile Hadžihalilović       | França Bèlgica Espanya       |
| Freeheld                       | Peter Sollett               | Estats Units                 |
| High-Rise                      | Ben Wheatley                | Regne Unit                   |
| Moira                          | Levan Tutberidze            | Geòrgia                      |
| El nen i la bèstia             | Mamoru Hosoda               | Japó                         |
| El rey de La Habana            | Agustí Villaronga           | Espanya República Dominicana |
| Þrestir/Sparrows               | Rúnar Rúnarsson             | Islàndia Dinamarca Croàcia   |
| Sunset Song                    | Terence Davies              | Regne Unit Luxemburg         |
| Truman                         | Cesc Gay                    | Argentina Espanya            |
| Fora de concurs:               |                             |                              |
| Regression                     | Alejandro Amenábar          | Espanya                      |
| London Road                    | Rufus Norris                | Regne Unit                   |
| Mi gran noche                  | Álex de la Iglesia          | Espanya                      |
| Projeccions especials:         |                             |                              |
| Lejos del mar                  | Imanol Uribe                | Espanya                      |
| No estamos solos               | Pere Joan Ventura           | Espanya                      |

### Perlak
(14 pel·lícules)
| Pel·lícula                     | Director                      | País                |
| ------------------------------ | ----------------------------- | ------------------- |
| Anomalisa                      | Charlie Kaufman, Duke Johnson | Estats Units        |
| Black Mass                     | Scott Cooper                  | Estats Units        |
| El clan                        | Pablo Trapero                 | Argentina Espanya   |
| Hitchcock / Truffaut           | Kent Jones                    | França Estats Units |
| Me and Earl and the Dying Girl | Alfonso Gómez-Rejón           | Estats Units        |
| Mia madre                      | Nanni Moretti                 | Itàlia              |
| The Assassin                   | Hou Hsiao-hsien               | Tailàndia           |
| Saul fia                       | László Nemes                  | Hongria             |
| Mountains May Depart           | Jia Zhangke                   | R.P. de la Xina     |
| Sicari                         | Denis Villeneuve              | Canadà              |
| Taxi Teheran                   | Jafar Panahi                  | Iran                |
| Trois souvenirs de ma jeunesse | Arnaud Desplechin             | França              |
| Umimachi Diary                 | Hirokazu Kore-eda             | Japó                |
| Irrational Man                 | Woody Allen                   | Estats Units        |

### Retrospectives
- Retrospectiva Clàssica: Merian C. Cooper, Ernest B. Schoedsack
- Retrospectiva Temàtica: Nou cinema independent japonès 2000-2015.

## Palmarès

### Premis oficials
- Conquilla d'Or: Sparrows de Rúnar Rúnarsson.
- Premi especial del jurat: Évolution de Lucile Hadžihalilović.
- Conquilla de Plata al millor director: Joachim Lafosse per Les chevaliers blancs.
- Conquilla de Plata al millor actor: Ricardo Darín i Javier Cámara per Truman.
- Conquilla de Plata a la millor actriu: Yordanka Ariosa per El Rey de la Habana.
- Premi del jurat a la millor fotografia: Manu Dacosse per Évolution.
- Premi del jurat al millor guió: Arnaud Larrieu i Jean-Marie Larrieu per 21 nuits avec Pattie.
- Premi Kutxa - Nous Directors: Rudi Rosenberg per Le nouveau  França
- Premi Horizontes: Paulina de Santiago Mitre  Argentina
- Premi Irizar al Cinema Basc: Amama d'Asier Altuna Iza
- Premi del públic: Umimachi Diary de Hirokazu Kore-eda / Mountains May Depart de Jia Zhang Ke.
- Premi de la joventut: Paulina de Santiago Mitre.
- Premi Tokyo Gohan Film Festival: Noma, My Perfect Storm de Pierre Deschamps  Regne Unit  Dinamarca
- Premis Cinema en Construcció: Era o Hotel Cambridge de Eliane Caffé  Brasil  França
- Foro de Coproducción España-América Latina. Premi EGEDA al Millor Proyecto: La omisión de Sebastián Schjaer  Argentina  Alemanya  França

### Premi Trobada Internacional d'Estudiants de Cinema
- Primer premi: Nueva vida de Kiro Russo  Argentina  Bolívia
- Segon premi: El enemigo d'Aldemar Matias  Cuba
- Tercer premi: Wada de Khaled Mzher  Alemanya
- Premi Orona: Nueva vida de Kiro Russo
- Torino Award: Volando voy d'Isabel Lamberti

### Premis no oficials
- Premi TVE - Otra Mirada: Paulina de Santiago Mitre.
- Premi Cooperación Española: La tierra y la sombra de César Augusto Acevedo  Colòmbia  Xile  Brasil  Països Baixos  França
- Premi Lurra - Greenpeace: Un día vi 10.000 elefantes d'Alex Guimerà i Juan Pajares  Espanya / Psiconautas, los niños olvidados d'Alberto Vázquez i Pedro Rivero  Espanya
- Premi FIPRESCI: El apóstata de Federico Veiroj.
- Premi FEROZ Zinemaldia: Truman de Cesc Gay.
- Premi SIGNIS: Moira de Levan Tutberidze.
- Premi al Millor Guió Basc: Amama de Asier Altuna Iza.
- Premi de l'Associació de Donants de Sang de Gipuzkoa, a la Solidaritat / Elkartasun Saria: Freeheld de Peter Sollett.
- Premi Sebastiane: Freeheld de Peter Sollett.

### Premi Donostia
- Emily Watson